# KAGAMI
KAGAMI（カガミ、本名：加々美 俊康（かがみ としやす）、1976年 - 2010年5月25日）は、日本のミュージシャン、DJである。主にテクノに分類される曲を作成したがその曲調はサンプリングを多用する他、80年代テクノポップを彷彿させるボコーダーによるロボットボイスやシンセサイザーも取り入れディスコ調と評されることが多い。代表作に『Tokyo Disco Music All Night Long』（2000年）、『Tiger Track』（2005年）など。リミックス作業や、DJMIXアルバムなども多く手がけた。

## 経歴
- 1995年にフロッグマンレコーズからリリースしたシングル『Y ep』でシーンにデビュー。
- 1998年リリースのアルバム、『The Broken Sequencer』でシーンの注目を大きく集めた。このアルバムによって石野卓球の目に留まりLoopaへの参加を果たすとともにDJ TASAKAと共に電気グルーヴのアルバム制作、ツアーサポートメンバーとしても活動するようになった。なお、DJ TASAKAとは後に「Disco Twins」名義でアルバムを共同リリースしている。
- 2000年10月にヒット曲『Tokyo Disco Music All Night Long』がリリース。その約1か月前に関係者用に出回ったプロモ盤が日本最大級のテクノパーティー・WIREで出演DJに「1夜に3度も選曲」されるなど発売前から大人気となっていた。
- 2010年5月25日に過労による急性心不全で亡くなっていたことが5月28日になってDJ TASAKAのTwitterにて明らかにされ[1][2]、同日に所属事務所も正式発表した[2]。

## ディスコグラフィー

### シングル
- Tokyo Disco CD（2001年2月28日）
- Romantic Time Slip（2002年8月13日）

### アルバム
- Y ep（1995年）
- The Broken Sequencer（1998年）
- Tokyo Disco Music All Night Long（2000年10月）
- STAR ARTS（2002年10月9日）
- GOLDEN SILVER MIXED BY KAGAMI（2003年11月20日）
- SF Short Films（2004年1月28日）サントラ
- SPARK ARTS（2005年8月26日）
- PAH（2006年3月10日）
- BETTER ARTS （2008年7月5日）

### リミックスした主な作品
- ヒカシュー「レトロアクティヴ Remix」（1996年8月28日）
8.出来事（Remixed by KAGAMI）
- 石野卓球「anna-letmein letmeout」（1999年6月2日）
3.anna-letmein letmeout（KAGAMI'S SAYONARA ANNA MPC1999 MIX）
- 電気GROOVE「Nothing's Gonna Change」（1999年12月1日）
3.Flashback Disco（KAGAMI remix）
- ホフディラン「My Thing」（2001年7月20日）
3.EXTRA HAPPY-KAGAMI REMIX
- 電気GROOVE『The Last Supper』（2001年7月25日）
5.B.B.E.
5.誰だ!(Kagami’s remix)※初回限定盤disc2
- SUGIURUMN「Night Music」（2001年12月12日）
3.Night Music feat.Junpei Shiina（KAGAMI's rim and clap remix）
- 唐沢美帆「Endless Harmony」（2002年2月6日）
4.Way to Love～KAGAMI remix～
- 三瓶「SANPEI DAYS」（2002年3月20日）
3.SANPEI DAYS（KAGAMI’s Big Bond remix）
- BACK DROP BOMB『REFIXX』（2002年5月22日）
8.Never Seem Too Last（KAGAMI mix）
- アルファ&スチャダラパー「惚れたぜHarajuku」（2005年3月30日）
2.不知火（KAGAMI REMIX）
- Heartsdales「Angel Eyes」（2005年10月12日）
3.Angel Eyes（Kagami Remix）
- ORANGE RANGE『Squeezed』（2006年4月12日）
11.上海ハニー KAGAMI remix
- 野本かりあ「東京は夜の七時」（2006年6月28日）
3.東京は夜の七時（kagami remix）
- 吉川晃司『Disco K2 〜Kikkawa Koji Dance Remix Best〜』（2007年1月31日）
4.You Gotta Chance 〜ダンスで夏を抱きしめて〜（KAGAMI'S WATCHING TONIGHT K2Remix）
- ORANGE RANGE「イカSUMMER」（2007年4月25日)
3.DANCE2（DJ KAGAMI REMIX）
- 電気GROOVE『20』（2009年8月19日）※初回特典ボーナスCD
10.かっこいいジャンパー (Kagami's Sakebi Bakuhatsu Remix)

### その他
- オムニバス『INDEX「TECNO RE+』（1996年7月3日）
9. エレクトリック・タンス・ダンス・ザンス
- 電気GROOVE「VOXXX」（2000年2月2日）
10.フラッシュバックJ-popカウントダウン
- 電気GROOVE『イルボン2000』（2000年7月19日）
- オムニバス『WIRE 01 COMPILATION』（2001年8月22日）
6. perfect storm
- DISCO TWINS『DISCO TWINS MEGA MIX MIXED BY DJ TASAKA★KAGAMI』（2003年7月16日）
DJ TASAKAとのコラボレーションMIXアルバム
- オムニバス『スペースインベーダー大作戦』（2003年7月30日）
3. GAME OVER(DIE RAKETEN vs KAGAMI)
- DISCO TWINS 『TWINS DISCO』（2006年8月23日）
DISCO TWINSとしてのオリジナルアルバム。吉川晃司、セイジ（ギターウルフ）、宇多丸（RHYMESTER）がゲストボーカルとして参加。